# Бараннік Микола Вікторович
Мико́ла Ві́кторович Бара́ннік (нар. 30 жовтня 1989) — український спортсмен-пауерліфтер, серпень 2011 — майстер спорту України міжнародного класу. Чемпіон світу 2019 року.
Випускник Інституту хімічних технологій (Рубіжне) і Луганського національного університету імені Тараса Шевченка.

## Спортивні досягнення
- 2010 року став абсолютним переможцем чемпіонату України серед студентів вищих навчальних закладів з пауерліфтингу — вагова категорія 75 кг.
- червень 2011 року — переможець чемпіонату Європи серед юніорів у місті Нортумберленд (Велика Британія). Вагова категорія до 74 кг, сума — 775 кг (312,5+192,5+270)
- у серпні 2012 року у польському місті Щирк здобув срібну нагороду на світовому чемпіонаті серед юніорів. Вагова категорія до 74 кг, сума — 775 кг (302,5+195+277,5)
- травень 2014 року — 3-є місце на чемпіонаті Європи в місті Софія. Вагова категорія до 74 кг, сума триборства — 825 кг (325+217,5+282,5)
- у травні 2015-го у німецькому місті Хемніц на чемпіонаті Європи-2015 з пауерліфтингу здобув срібну нагороду у ваговій категорії до 74 кг, з результатом 835 кг — рекорд України, при цьому встановив рекорди України у присіданні — 330 кг, та жимі — 225,5 кг.
- листопад 2015 року — 3-є місце на чемпіонаті світу у Люксембурзі. Вагова категорія до 74 кг, сума триборства — 832,5 кг (325+230+277,5).
- травень 2016 року — срібний призер чемпіонату Європи у місті Плзень. Сума триборства — 815 кг (310+220+285), вагова категорія до 74 кг.
- листопад 2016 року — стає срібним призером чемпіонату світу, який проходив у місті Орландо (Сполучені Штати Америки). Результат спортсмена у сумі триборства — 837,5 кг (325+232,5+280), вагова категорія — до 74 кг.
- 20 листопада 2019 року — чемпіон світу в категорії до 83 кг (Дубаї, ОАЕ) за сумою триборства — 897,5 кг.[1][2]